# Pi (literă)

Litera grecească Pi, majusculă și minusculă

Pi (majusculă Π, literă mică π, în greacă πι, „pi”) este a șaisprezecea literă a alfabetului grec.
În sistemul de numerație alfabetică greacă avea valoarea 80. Pi provine din litera feniciană  (pe). Din litera Pi a derivat ulterior litera П din alfabetul chirilic.